# William O. Douglas
Pour les articles homonymes, voir William Douglas.
William Orville Douglas, né le 16 octobre 1898 à Maine Township (Minnesota) et mort le 19 janvier 1980 à Bethesda (Maryland), est un juge de la Cour suprême des États-Unis. Il demeure à son poste 36 ans et 211 jours, ce qui fait de lui le juge ayant eu le plus long mandat à la Cour suprême de toute l'histoire du pays.

## Biographie

### Jeunesse
William Douglas naît à Maine Township dans le comté d'Otter Tail dans le Minnesota. Son père est un pasteur presbytérien itinérant écossais du comté de Pictou en Nouvelle-Écosse (Canada). Sa famille déménagea ensuite en Californie puis à Cleveland dans l'État de Washington. Son père meurt à Portland en 1904 lorsqu'il a à peine 6 ans. Après avoir déménagé de ville en ville dans l'ouest, sa mère, avec trois jeunes enfants, s'installe à Yakima dans l'État de Washington. William, comme le reste de la famille fait des petits boulots pour gagner de l'argent et une éducation universitaire parait inaccessible. Bien que n'étant pas en tête de classe, Douglas réussit suffisamment au lycée pour obtenir une bourse pour le Whitman College de Walla Walla. Il devient alors membre de la fraternité Beta Theta Pi, fait partie de l'équipe des débats[Quoi ?] et devient président des étudiants au cours de sa dernière année. Il doit cependant travailler en dehors des cours pour pouvoir se payer sa formation. Il sera ainsi serveur ou portier durant l'année et cueilleur de cerises l'été. En 1920, il obtient son diplôme avec mention en économie et en anglais. Il enseigne alors l'anglais et le latin à la Yakima High Schools dans l'espoir de mettre assez d'argent de côté pour pouvoir suivre les cours de droit à l'université de droit de Columbia à New York. Mais au bout de 2 ans, il y renonce et se décide à tenter l'aventure à New York. D'anciens membres de sa fraternité l'aident à survivre à New York,, il habite dans une des maisons de la fraternité et l'un des frères d'un membre de la fraternité lui prête 75 dollars, la somme nécessaire pour s'inscrire à Columbia.
Au bout de six mois, il n'a plus d'argent mais le bureau des engagements de son école lui indique une piste. En effet, un cabinet de New York cherche un étudiant pour aider à préparer des courriers. Ceci lui permet de gagner 600 dollars et donc de continuer son cursus. Il sera par la suite encore mis à contribution pour d'autres projets qui lui permettront d'avoir 1 000 dollars de côté à la fin du semestre. Il se marie ensuite à La Grande avec Mildred Riddle qu'il avait connue à Yakima. Il terminera cinquième de sa classe en 1925 et commence à travailler pour le prestigieux cabinet new-yorkais Cravath, DeGersdorff, Swaine and Wood (plus tard Cravath, Swaine & Moore).

### Yale et la SEC
Il quitte le cabinet après quatre mois. Après un an, il repart à Yakima mais regrette vite son choix et ne pratique plus vraiment le droit là-bas. Après une période sans emploi puis d'autres mois bloqué à Cravath, il part enseigner à Columbia avant de rapidement rejoindre l'école de droit de l'université Yale. Il y devient un expert en législation commerciale et en faillite d'entreprises et est identifié avec le legal realist movement qui pousse à une compréhension de la loi basée moins sur les doctrines formelles du droit et plus sur les effets dans le monde réel de la loi.
Il quitte son emploi d'enseignant à Yale en 1934 et rejoint la SEC, la Securities and Exchange Commission y ayant été nommé par le président Franklin Delano Roosevelt. Il devient un ami et un conseiller du président américain avant de devenir président de la commission en 1937.

### Carrière à la Cour suprême

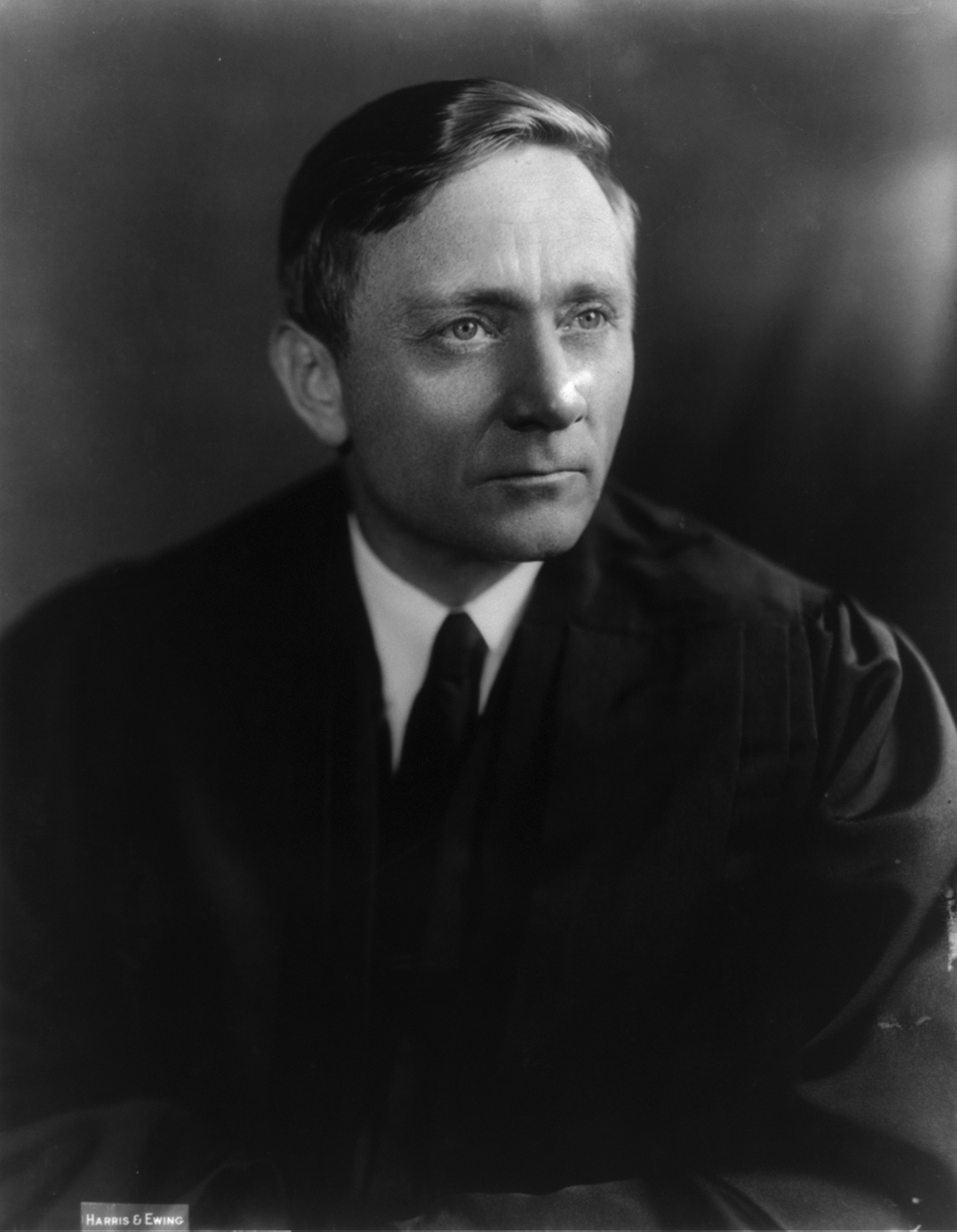
William O. Douglas.

En 1939, Louis Brandeis quitte son poste à la Cour suprême, et Roosevelt nomme William Douglas le 20 mars pour le remplacer. Douglas révèlera plus tard que cela a été une vraie surprise pour lui, Roosevelt l'ayant convoqué pour une importante réunion et Douglas craignant d'être nommé comme président de la Commission fédérale des communications. Le Sénat américain confirmera le choix le 4 avril par 62 voix contre quatre. Les quatre votes négatifs sont ceux des républicains Lynn Frazier, Henry Cabot Lodge, Jr., Gerald Nye et Clyde M. Reed (en)). Douglas prend ses fonctions le 17 avril 1939.
Selon le positionnement idéologique des juges de la Cour suprême, il apparaît comme un des juges les plus libéraux de l'histoire.[réf. nécessaire]

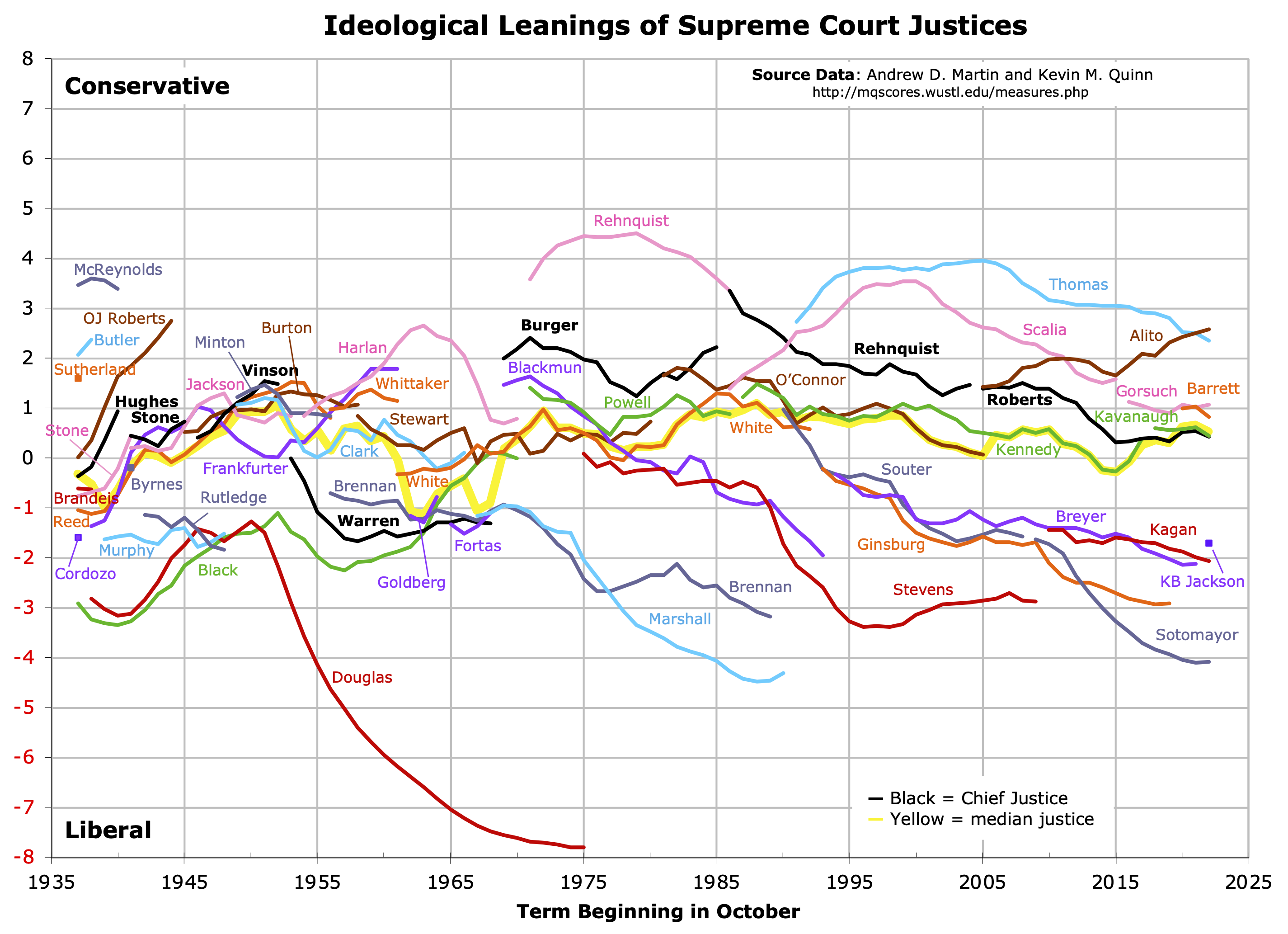
Graphique de A. Martin et K. Quinn représentant les penchants idéologiques des juges de la Cour suprême des États-Unis de 1937 à 2020.

Il prend sa retraite en 1975 à l'âge de 77 ans dont plus de 36 ans passés à la Cour suprême. Il fut remplacé par John Paul Stevens (1920-2019).

#### Douglas et l'environnement
Douglas était un homme qui aimait le grand air. Selon The Thru-Hiker's Companion, un guide publié par l'Appalachian Trail Club, Douglas parcourut l'intégralité des 3 200 km du sentier des Appalaches reliant la Géorgie au Maine. Son amour de la nature se retrouvera dans ses raisonnements juridiques.
Son opinion dissidente dans l'affaire Sierre V Morton en 1972, témoigne de son souci d'accorder une protection effective à l'environnement. Il devient également le plus éloquent défenseur de la théorie avancée par le professeur Christopher Stone selon laquelle les éléments de la nature devraient se voir attribuée la personnalité juridique.[pas clair]

#### Cas des Rosenberg
Le 16 juin 1953, Douglas arrête provisoirement la procédure d'exécution d'Ethel et Julius Rosenberg, un couple accusé d'avoir vendu des plans de bombes atomiques aux Soviétiques, pour un problème de procédure : en effet, il a relevé que le juge Irving Kaufman, qui a rendu son arrêt, n'a pas demandé l'assentiment du jury. Mais son raisonnement n'est pas fondé car le juge Kaufman en a le droit, de par la loi Espionage Act de 1917. Plus tard, en 1946, cette loi sera amendée pour que les membres du jury soient toujours consultés en cas de peine de mort (Atomic Secrets Act de 1946). La décision de Douglas est mal reçue par la justice et le Congrès américain pourrait le démettre de son poste mais ne le fait finalement pas.

### Tentation des élections présidentielles
Quand au début de 1944, le président Franklin Delano Roosevelt décide de ne pas soutenir activement la reconduction de son vice-président Henry Wallace à la convention nationale démocrate pour la désignation des candidats pour l'élection présidentielle de novembre 1944. Une courte liste de remplaçants possibles est établie où l'on trouve le nom de William Douglas.
Cinq jours avant le choix du candidat pour la vice-présidence à la convention, prévu le 15 juillet, le président du Comité démocrate, Robert E. Hannegan, reçoit une lettre de Roosevelt déclarant que son choix pour la candidature à la vice-présidence était « Harry Truman ou Bill Douglas ». Après avoir rendu publique cette lettre à la convention le 20 juillet, Truman est élu sans incident dès le second tour de scrutin.
Après la convention, des supporters de Douglas font courir la rumeur que sur la note présidentielle envoyée à Hannegan, il est en fait écrit « Bill Douglas ou Harry Truman » et non l'inverse. Ces supporters proclament qu'Hannegan, un soutien de Truman, craint que la nomination de Douglas n'éloigne du ticket démocrate les électeurs blancs du Sud (Douglas a toujours paru antiségrégationniste dans ses décisions à la Cour suprême) et a donc inversé les noms, donnant l'impression que Truman est le vrai choix de Roosevelt.
En 1948, une possible candidature de Douglas réapparaît, due à la très faible popularité de Truman, devenu président en 1945 à la mort de Roosevelt. Plusieurs démocrates pensent que Truman ne réussira pas à être réélu lors de l'élection présidentielle de novembre et commencent à chercher un remplaçant. Des tentatives sont menées en direction du populaire héros de guerre et alors retraité, le général Dwight D. Eisenhower. Douglas commence une campagne dans le New Hampshire et plusieurs autres États des primaires avant de retirer assez vite sa candidature. À la fin, Eisenhower refuse la nomination et Truman gagne facilement la candidature démocrate. Il approche Douglas sur une possible candidature à la vice-présidence, mais ce dernier décline. Truman choisit le sénateur Alben William Barkley et ce ticket remporte l'élection.

### Vie privée
Douglas a été marié quatre fois : avec Mildred Riddle de 1923 à 1953, avec Mercedes Hester Davidson de 1954 à 1963, avec Joan Martin (une étudiante en droit d'une vingtaine d'années) de 1963 à 1965 et Cathleen Heffernan (autre étudiante en droit d'une vingtaine d'années) de 1965 jusqu'à sa mort en janvier 1980. Il eut deux enfants de son premier mariage, Mildred et William O. Douglas, Jr. Ses nombreux mariages et ses présumées autres conquêtes féminines furent un sujet de polémiques publiques à l'époque. En 1966, le représentant du Kansas Bob Dole compara son « mauvais jugement d'un point de vue matrimonial » à ses décisions à la Cour suprême. Quatre résolutions différentes furent introduites à la Chambre des représentants des États-Unis pour demander une enquête sur sa moralité. Les divorces qui suivirent ces mariages furent difficiles et coûteux, le plaçant dans une situation financière précaire malgré son salaire de juge à la Cour suprême.

## Hommages
- Bien que non militaire, ni ancien combattant[7], Douglas est enterré dans le cimetière national d'Arlington près de son prédécesseur à la Cour suprême, Oliver Wendell Holmes Jr.[8].
- La réserve naturelle William O. Douglas Wilderness située à proximité du parc national du mont Rainier est nommée en son honneur car ce dernier était un fervent défenseur de l'environnement[9]. Les cascades de Douglas Falls dans les Appalaches portent également son nom.
- Une statue de William O. Douglas se dresse dans la cour de la Davis High School de Yakima.